# Alexander Shane
Alexander Shane (ur. 7 stycznia 1986) – australijski siatkarz, gra na pozycji rozgrywającego. Obecnie broni barw Foinikasu Syros.